# Sierra Leone op de Olympische Zomerspelen 1984
Sierra Leone nam deel aan de Olympische Zomerspelen 1984 in Los Angeles, Verenigde Staten. Het was de derde deelname van het land aan de Olympische Zomerspelen.
De zeven deelnemers kwamen in actie op zes onderdelen in twee olympische sporten; net als in 1968 en 1980 in de atletiek en in het boksen. De zes deelnemende mannen waren allen debutant. De enige vrouwelijke deelnemer, Eugenia Osho-Williams, nam voor de tweede keer deel.

## Deelnemers en resultaten
(m) = mannen, (v) = vrouwen 

### Atletiek
| Olympiër                                                                           | Discipline | Resultaat | Prestatie              |
| ---------------------------------------------------------------------------------- | ---------- | --------- | ---------------------- |
| Ivan Benjamin                                                                      | 100m (m)   | 73e       | serie 9: 6de in 11,13  |
| Ivan Benjamin                                                                      | 200m (m)   | 43e       | serie 9: 5de in 21,54  |
| David Sawyerr                                                                      | 200m (m)   | 35e       | serie 9: 4de in 21,29  |
| Ivan Benjamin Prince Duwai Anthony Hope Abdul Mansaray Felix Sandy David Sawyerr   | 4x100m (m) | 19e       | serie 2: 6de in 40,77  |
| Ivan Benjamin Columba Blango Prince Duwai Abdul Mansaray Felix Sandy David Sawyerr | 4x400m (m) | DNS       | niet gestart           |
|                                                                                    |            |           |                        |
| Eugenia Osho-Williams                                                              | 100m (v)   | 44e       | serie 1: 8ste in 12,57 |
| Eugenia Osho-Williams                                                              | 200m (v)   | DNS       | serie 1: niet gestart  |

### Boksen
| Olympiër (deelname) | Onderdeel | Resultaat | Prestatie |
| ------------------- | --------- | --------- | --- |
| Israel Cole         | -71kg (m) | 5e        | 1ste ronde: vrij 2de ronde: W van PUR Claudio: scheidsrechterlijke beslissing 3de ronde: W van TGA Lutui: scheidsrechterlijke beslissing kwartfinale: V van FRA Tiozzo: 0-5 |
| Egerton Forster     | -91kg (m) | 9e        | 1ste ronde: vrij 2de ronde: V van NED Vanderlyde: 1-4 |

Algerije · Amerikaanse Maagdeneilanden · Andorra · Antigua en Barbuda · Argentinië · Australië · Bahama’s · Bahrein · Bangladesh · Barbados · België · Belize · Benin · Bermuda · Bhutan · Birma · Bolivia · Bondsrepubliek Duitsland · Botswana · Brazilië · Britse Maagdeneilanden · Canada · Centraal-Afrikaanse Republiek · Chili · China · Chinees Taipei · Colombia · Congo-Brazzaville · Costa Rica · Cyprus · Denemarken · Djibouti · Dominicaanse Republiek · Ecuador · Egypte · El Salvador · Equatoriaal-Guinea · Fiji · Filipijnen · Finland · Frankrijk · Gabon · Gambia · Ghana · Grenada · Griekenland · Groot-Brittannië · Guatemala · Guinee · Guyana · Haïti · Honduras · Hongkong · Ierland · IJsland · India · Indonesië · Irak · Israël · Italië · Ivoorkust · Jamaica · Japan · Joegoslavië · Jordanië · Kaaimaneilanden · Kameroen · Kenia · Koeweit · Lesotho · Libanon · Liberia · Liechtenstein · Luxemburg · Madagaskar · Malawi · Maleisië · Mali · Malta · Marokko · Mauritanië · Mauritius · Mexico · Monaco · Mozambique · Nederland · Nederlandse Antillen · Nepal · Nicaragua · Nieuw-Zeeland · Niger · Nigeria · Noord-Jemen · Noorwegen · Oeganda · Oman · Oostenrijk · Pakistan · Panama · Papoea-Nieuw-Guinea · Paraguay · Peru · Portugal · Puerto Rico · Qatar · Roemenië · Rwanda · Salomonseilanden · Samoa · San Marino · Saoedi-Arabië · Senegal · Seychellen · Sierra Leone · Singapore · Soedan · Somalië · Spanje · Sri Lanka · Suriname · Swaziland · Syrië · Tanzania · Thailand · Togo · Tonga · Trinidad en Tobago · Tsjaad · Tunesië · Turkije · Uruguay · Venezuela · Verenigde Arabische Emiraten · Verenigde Staten · Zaïre · Zambia · Zimbabwe · Zuid-Korea · Zweden · Zwitserland